# Walter Gabriel (Sänger)

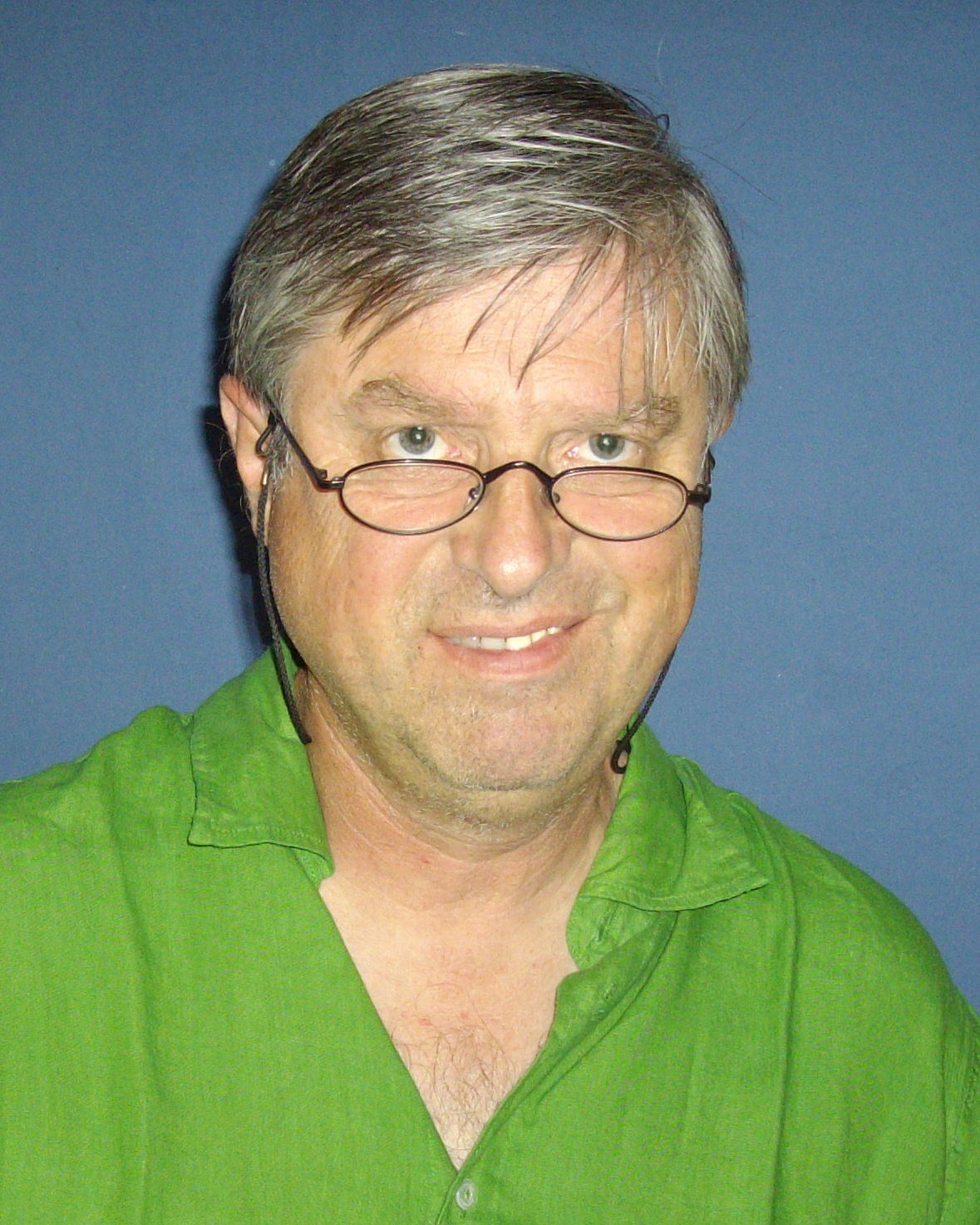
Walter Gabriel (2010)

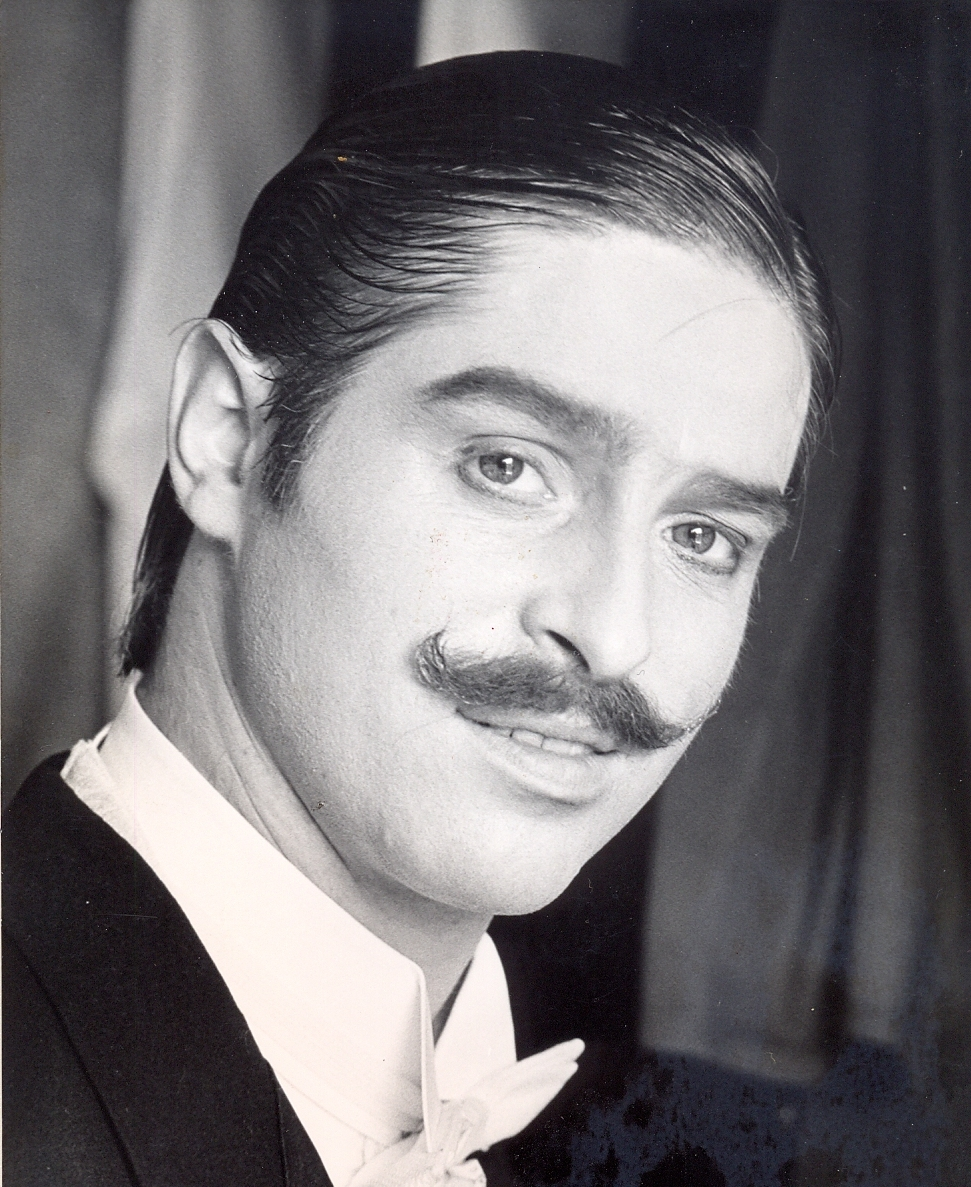
Walter Gabriel, Czardasfürstin, Boni (Jahr)

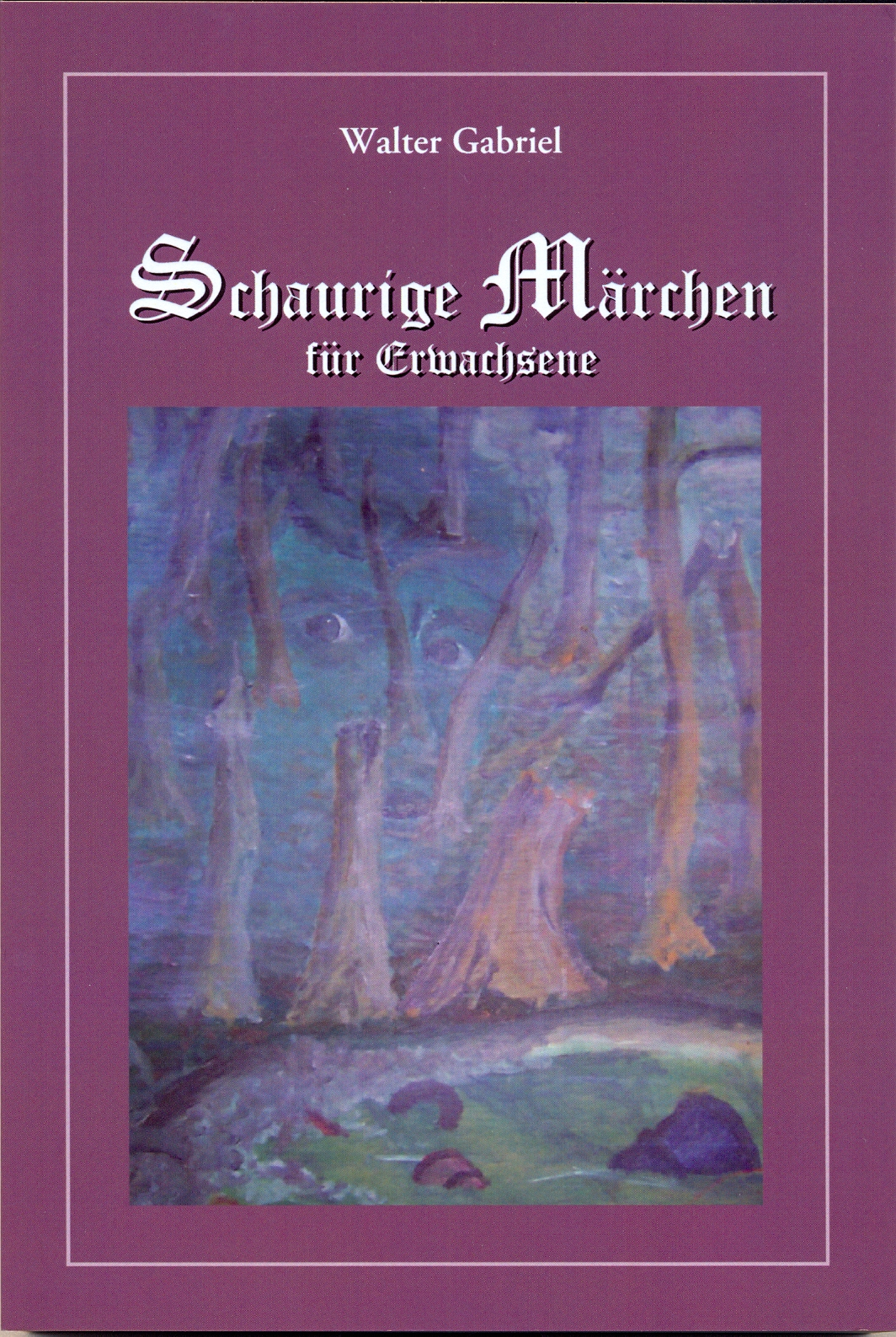
Buch Schaurige Märchen für Erwachsene

Walter Gabriel (* 22. April 1953 in Koblach, Vorarlberg) ist ein österreichischer Opernsänger und Schriftsteller.

## Leben
Walter Gabriel ist Erstgeborener einer achtköpfigen Arbeiterfamilie aus Koblach. Nach dem Besuch der örtlichen Grundschule und der weiterführenden Schule im Nachbarort Götzis absolvierte er eine Lehre als Schlosser. Nach der Gesellenprüfung leistete er seinen Militärdienst 1973 in Salzburg ab. Angeregt von der kulturellen Fülle dort zog er nach Salzburg und begann nach erfolgreichem Vorsingen am Mozarteum ein Studium als Opernsänger, Stimmfach Tenor.
Die Bayerische Staatsoper in München lud ihn 1980 zu einem Vorsingen für das Opernstudio ein und er bekam die Stelle. Die Arbeit mit Carlos Kleiber, Riccardo Chailly, Plácido Domingo, Mirella Freni, Luciano Pavarotti, Cheryl Studer, Wolfgang Sawallisch stellten die Weichen für die weitere Entwicklung. Drei Jahre später wurde er, inzwischen  verheiratet, ins Opernhaus nach Essen berufen. Nach drei aufbauenden Jahren kündigte er in Essen und trat eine Stelle am Theater Bremen an. Es folgten sechs Jahre, in denen er sechzig kleine und große Haupt- und Titelrollen sang.
Nach Gastspielen im In- und Ausland machten sich erste Symptome einer noch nicht erkannten Muskelkrankheit bemerkbar.
Dennoch gelang es ihm, eine freigewordene Stelle als zweiter Tenor im Bremer Opernchor zu erlangen. Nach zwei Jahren, in denen er seine jetzige Frau, die Sängerin Maja Gabriel-Ottenheym kennenlernte, machte die fortschreitende Erkrankung die Arbeit im Theater unmöglich. Im Jahr 1999 folgte die „Verrentung“.
Schon  vorher hatte er beschlossen, das Komponieren zu lernen. Nach entsprechenden Studien beschloss er, eine Oper zu schreiben. Da er keinen geeigneten Stoff für eine sowohl tragikomische, als auch sozialkritische Oper fand, beschloss er, selbst ein Buch zu schreiben um dann daraus sein Libretto zu schneidern. Das Schreiben nahm ihn jedoch so ein, dass er von seinen kompositorischen Plänen abließ und sich ganz dem Schreiben zuwandte.
Nach dem ersten Buch „Benefizessen“ folgte sein zweites unter dem Titel „Schaurige Märchen für Erwachsene“.

## Repertoire (Auszüge)
Oper
- Benjamin Britten: Albert Herring – Albert Herring
- E.W. Ferrari: Die vier Grobiane – Filipeto
- Albert Lortzing: Zar und Zimmermann – Marquis von Chateauneuf
- Claudio Monteverdi: Die Krönung der Poppea – Lucano
- W. A. Mozart: Cosí fan tutte – Ferrando
- W. A. Mozart: Entführung a. d. Serail – Pedrillo
- Carl Orff: Carmina burana – Schwan
- Sergei Prokofjew: Der feurige Engel – Agrippa, Mephisto
- Bedřich Smetana: Die verkaufte Braut – Wenzel
- Richard Strauss: Salome – Erster Jude
- Richard Wagner: Der fliegende Holländer – Steuermann

Operette und Musical
- Ralph Benatzky: Im weißen Rössl – Leopold
- Franz Lehár: Das Land des Lächelns – Graf Gustav von Pottenstein
- Emmerich Kálmán: Die Csárdásfürstin – Boni
- Carl Zeller: Der Vogelfänger – Adam
- Johann Strauss: Eine Nacht in Venedig – Caramello
- Franz von Suppè: Fatinitza – Julian von Golz
- Frederick Loewe: My fair Lady – Freddy Eynsford Hill

Geistliche Musik
- Johann S. Bach: Weihnachtsoratorium – Evangelist und Arien
- Joseph Haydn: div. Messen – Tenorpart
- W. A. Mozart: div. Messen – Tenorpart
- Franz Schubert: Messen in Es-Dur u. As-Dur – Tenorpart

## Bücher
- Benefizessen -        Erzählung, Roman -    Verlag Pro BUSINESS -        ISBN 978-3-86805-260-2 (BoD)
- Schaurige Märchen für Erwachsene -      Kurzgeschichten -   Verlag Pro BUSINESS -    ISBN 978-3-86805-259-6 (BoD)

| Personendaten    | Personendaten                                   |
| ---------------- | ----------------------------------------------- |
| NAME             | Gabriel, Walter                                 |
| KURZBESCHREIBUNG | österreichischer Opernsänger und Schriftsteller |
| GEBURTSDATUM     | 22. April 1953                                  |
| GEBURTSORT       | Koblach, Vorarlberg                             |